# Muay Thai

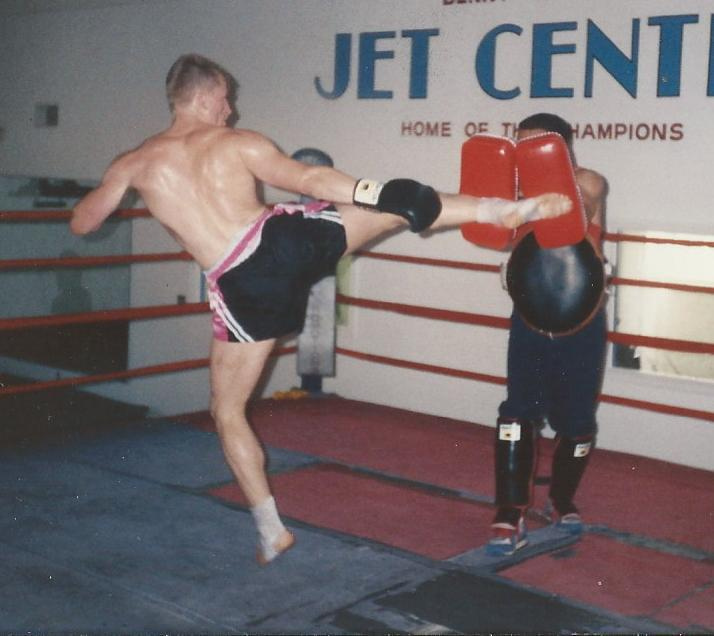
Muay-Thai-Training

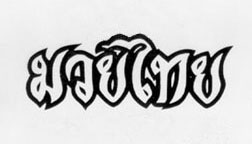
Muay-Thai-Logo

Muay Thai (thailändisch มวยไทยⓘ, RTGS Muai Thai [mua̯j tʰaj]; deutsch Thaiboxen), der Nationalsport Thailands, ist eine Kampfkunst, die im 20. Jahrhundert weltweite Verbreitung fand.
Der klassische Thaiboxkampf, Muay Thai Boran, beinhaltet neben dem Kämpfen mit unterschiedlichen Waffen auch Bewegungen, die über die waffenlosen Techniken des heutigen Muay Thai hinausgehen. Krabi Krabong (Kurz- und Langwaffe) bezeichnet das Kämpfen mit unterschiedlichen Waffen, wie etwa Krabi (Degen), Daab (Schwert), Plong oder Sri Sock (Stock), Ngauw (Stock mit einem kurzen Schwertaufsatz), Dung, Kaen, Mai Sun und Loh (Schild).

## Definition
Das Muay Thai entwickelte sich über Jahrhunderte aus traditionellen Kampfkünsten Thailands. Wenn Schwert und Speer unbrauchbar wurden, benutzte der Krieger seine Beine, Fäuste und Ellbogen zum Kämpfen. Die traditionelle Art wird Muay Thai Boran genannt (Boran = traditionell, alt; Wortanleihe aus der Pali-Sprache).

## Geschichte
Der erste offizielle Ring für einen Thaiboxwettkampf wurde 1921 genutzt und 1929 kamen zum ersten Mal Boxhandschuhe zur Anwendung. Zuvor wurde nur mit Handbandagen gekämpft. Der Tiefschutz wurde aus Kokosnussschalen gefertigt. Bis ins Jahr 1929 galten 13 Kokosnussschalen, die ein Loch in der Mitte hatten und ins Wasser gelegt wurden, als Zeitmaß für einen Durchgang. Mit der ersten Schale, die unterging, war der Durchgang beendet. Nach diesem Jahr wurden festgelegte Rundenzeiten eingeführt, je nach Wettkampfklasse zwischen 2 × 2 Minuten bis maximal 5 × 3 Minuten. Muay Thai gewann nach dem Zweiten Weltkrieg durch Einführung fester Regeln immer mehr an Bedeutung. Es entstand eine Vielzahl an einzelnen unabhängigen Verbänden, die immer wieder im Streit miteinander lagen. Die Streitereien fanden erst ein Ende, als die Regierung 1995 den World Muaythai Council gründete. Weltweit unterstehen nun alle Muay-Thai-Verbände dieser Organisation. Der erste offizielle Titelkampf wurde am 26. Juni 1995 ausgetragen. Da gegenwärtig viele Muay-Thai-Schulen ihre Kämpfer nur noch dazu anhalten, im Ring gute Wetteinsätze zu erzielen und zu gewinnen, rückt der traditionelle Stil immer stärker in den Hintergrund. Der vormalige König von Thailand Bhumibol Adulyadej unterstützte deswegen reine Muay-Thai-Akademien, wie das Muay Thai Institut, in denen die Schüler sich keine Sorgen um Geld machen müssen und stattdessen den klassischen Stil lernen und auf traditionelle Art und Weise kämpfen.

## Kampfstil
Stilistisch auffällige Merkmale des Muay Thai sind Ellenbogen- und Knietechniken sowie das Clinchen. Eine charakteristische Technik ist der Kick mit dem blanken Schienbein, meist auf den Oberschenkel, Rippenbereich oder Kopf gezielt. Je nach Reglement und Profistufe des Kämpfers können Knietritte zum Kopf zulässig sein. Dabei darf der Kopf des Gegners mit den Fäusten Richtung Boden gezogen werden. Beim Clinchen halten sich die Gegner im Stehen, versuchen sich aus dem Gleichgewicht zu bringen und treten mit den Knien gegen Oberkörper oder Oberschenkel des Gegners. Einige Reglements lassen das Fangen und anschließende Halten des gegnerischen Beines zu. Aufgrund des hohen Verletzungsrisikos durch Ellenbogen- und Knietechniken wird Muay Thai als eine der härtesten Kampfsportarten der Welt bezeichnet. Die Faustschlagtechniken sind ähnlich dem traditionellen europäischen Boxen, es sind aber auch Schläge aus der Drehung zulässig, wobei der Kopf des Gegners mit dem Faustrücken getroffen wird. Einige Stilarten erlauben Würfe. Da die Würfe sehr gefährlich sind, verbieten die meisten Regelwerke sie jedoch.

## Motive

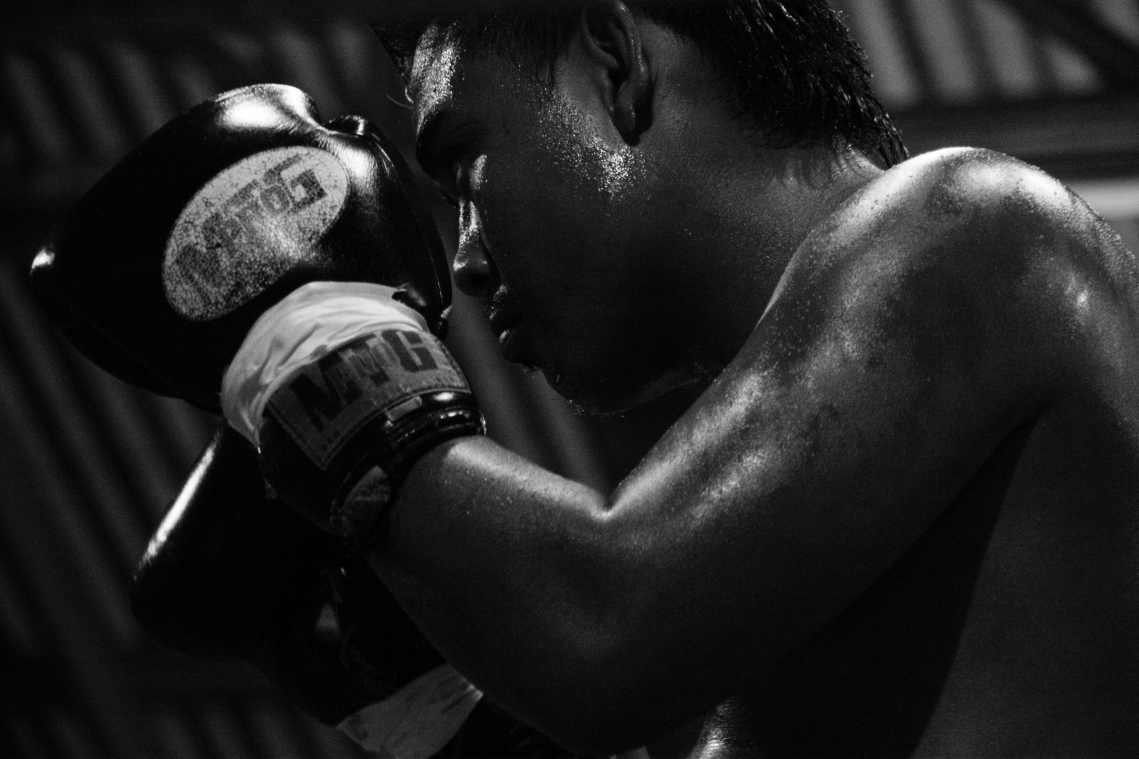
Thaiboxer während eines Kampfes auf Koh Samui

Thaiboxen wird aus verschiedenen Motiven ausgeübt, aus Fitnessgründen, als Wettkampfsportart, zur Selbstverteidigung oder als Kampfkunst. In Thailand bekommen die Wettkämpfer häufig einen Teil vom Wetteinsatz und sind geachtete Idole.

## Namensgebung der Kämpfer
In der Regel tragen Kampfsportler aus Thailand (einschließlich Muay-Thai-Kämpfer und solcher des „westlichen“ Boxens) einen Kampfnamen gefolgt vom Namen der Boxschule, an der sie ausgebildet wurden, oder des Boxstalls, bei dem sie unter Vertrag stehen. Buakaw Por. Pramuk erhielt seinen Kampfnamen beispielsweise vom Por. Pramuk Gym, für das er bis 2012 antrat, während sein bürgerlicher Name Sombat Banchamek lautet.

## Wettkampfregeln

### Erlaubte Techniken
- Tritttechniken mit dem Schienbein und/oder Fuß und mit der Ferse
- Fausttechniken, Backfist (Handrückenschlag)
- Festhalten des gegnerischen Beins mit Folgetechnik
- Clinchen
- Schläge zum Kopf und Oberkörper
- Knie- und Ellbogen-Techniken

### Unerlaubte Techniken
- Kopfstöße (in der Urform erlaubt gewesen)
- Nachschlagen, wenn der Gegner am Boden liegt oder kniet (in Thailand teilweise toleriert)
- Schlag- und Tritttechniken gegen den Hinterkopf, das Knie (teilweise toleriert), sowie den Unterleib (in Thailand teilweise toleriert)
- Schlag- und Tritttechniken in die Genitalien (in Thailand teilweise toleriert)

### Kampf- und Trainingskleidung
- Tiefschutz
- Muay-Thai-Shorts
- Boxhandschuhe
- Mundschutz
- Boxbandagen
- Fußbandagen (optional)

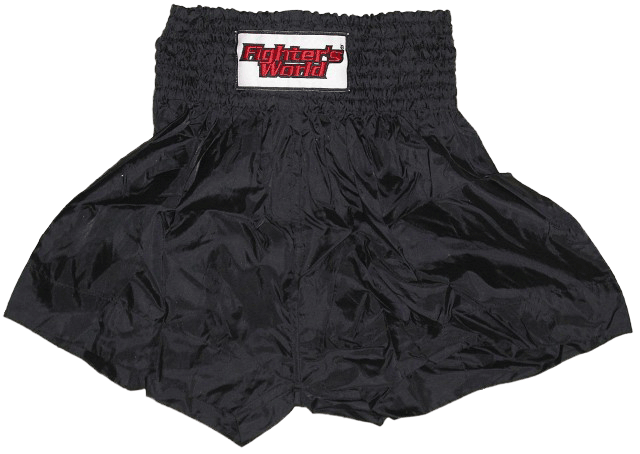
Klassische Thai-Boxerhose

- Schienbeinschoner (je nach Kampfbedingungen)
- Bauchschutz/Weste (je nach Kampfbedingungen)
- Ellenbogenschoner (je nach Kampfbedingungen)

### Gewichtsklassen
- Halbfliegengewicht: 43 bis 48 kg
- Fliegengewicht: 48 bis 51 kg
- Bantamgewicht: 51 bis 54 kg
- Federgewicht: 54 bis 57 kg
- Leichtgewicht: 57 bis 60 kg
- Halbweltergewicht: 60 bis 63,5 kg
- Weltergewicht: 63,5 bis 67 kg
- Halbmittelgewicht: 67 bis 71 kg
- Mittelgewicht: 71 bis 75 kg
- Halbschwergewicht: 75 bis 81 kg
- Cruisergewicht: 81 bis 86 kg
- Schwergewicht: 86 bis 91 kg
- Superschwergewicht: über 91 kg

### Kampfzeiten Ü18
- N-Klasse 2 × 2 min
- D-Klasse 2 × 2 min
- C-Klasse 3 × 3 min / 3 × 2 min
- B-Klasse 5 × 3 min (Titelkampf). Normal: 3 × 3
- A-Klasse 5 × 3 min (Titelkampf). Normal: 3 × 3

### Verbände auf nationaler Ebene im deutschsprachigen Raum
- Muay-Thai Bund Deutschland e. V.
- Austrian Muaythai Council
- Swiss Muaythai Association

### Internationale Organisationen und Verbände
- International Muay Thai Council (IMC-Muaythai)
- World Muay Thai Council (WMC)
- Muay Thai (WBC Muay Thai)
- Association Institute of Thai Martial Arts (AITMA)
- International Federation of Muay Thai Amateurs (IFMA)
- World Muaythai Federation (WMF)
- European Muay Confederation (EMC/WMF)